# كأس البرتغال 2014–15
كأس البرتغال 2014–15 (بالبرتغالية: Taça de Portugal de 2014–15‏) هو الموسم 75 من كأس البرتغال. أقيم خلال الفترة 6 سبتمبر 2014 وحتى 31 مايو 2015، وأشرف على تنظيمه اتحاد البرتغال لكرة القدم، وكان عدد الأندية المشاركة فيه 135، وفاز فيه سبورتينغ لشبونة.